# 邑知潟
邑知潟（おうちがた）は、石川県羽咋市にある潟湖である。
千路潟、菱潟、大蛇潟という別称も存在する。

## 概要
能登半島基部、羽咋市から中能登町・七尾市にかけて延びる邑知潟地溝帯の南西部にある。下流は羽咋川となって日本海に流入する。
幅2 - 4m、延長26㎞の邑知地溝帯の中ほどに位置している。面積4.65 m2（干拓される以前は7,87m2）。水深1.43 m、水面標高1 mの淡水湖である。
毎年、ハクチョウやカモ、サギなどの他、猛禽類も多く飛来することで知られ、特に10月中旬から3月下旬まで、ハクチョウをはじめとする冬鳥が邑知潟に滞在するため、『白鳥の里』と呼ばれている。
邑知潟の干拓地には9つの輪中が造られており、輪中の外に降った雨は、輪中には極力入れず、吉崎川、飯山川、長曽川などで直接邑知潟へ流す。また、輪中に降った雨は、8ヶ所のポンプ場で潟へ吐き出している。
かつてはコイ、フナ、ワカサギなどの漁が行われていた。同時にトキの過去の生息地でもあり、大国主命が大蛇を退治したとの伝説がある。

## 歴史
縄文時代頃の邑知潟は、羽咋市四柳付近まで達する大きな入り江であったが、氷河期以降に手取川などから吐き出された土砂が沿岸流や波浪によって運ばれ、次第に羽咋砂丘が南から北へ向かって伸び入り江を塞がれ離水し、現在の邑知潟となった。この時点で原始的な水稲栽培に適した土地であった。
江戸時代初期の万治年間の頃より、干揚場や浅瀬を利用した新開（新田開発）が盛んに行われ、これに伴う自然干拓から人工干拓への切り替えによって、吉崎新村、金丸出村、潟崎村、堀替新村が次々と誕生した。
日本海の満潮による邑知潟への海水の侵入による稲の赤開きが発生するのを防ぐため、1929年、現在の邑知潟沿岸土地改良区により水門（現存せず）が設置された。しかし、海水の侵入を阻止されたことで海産魚類の遡上は遮られ、淡水系の藻類や菱が異常繁殖したことで水温低下を招き微生物の繁殖が減少するなど生態系に変化が生じたことから、1933年から1938年にかけて石川県により干拓工事が実施され、漁師に干拓で生じた農地を提供するも、1944年に千路干拓堤防が水害で決壊し、再び潟に戻ってしまった。
1948年に邑知潟に堤防を築き全面干拓する国営干拓事業が着工し、1968年に完成し、現在の潟となった。
2004年には潟の両岸を繋ぐ邑知潟大橋が竣工した。